# 姚咨俊
姚咨俊，字位甫，贵州平越府新添衛人（貴定）人，明朝政治人物，书法家。同進士出身。

## 生平
天啓元年（1621年）辛酉科貴州鄉試三十一名舉人，崇禎七年（1634年）甲戌科三甲二百十名進士，工部观政，八年授江西安福县知縣，十年考察调簡。
姚世熙与姚咨俊为祖孙进士。

## 家族
曾祖姚璋，祖姚世泰，父姚允元。姚世熙为其從祖。